# Африкански сляп цекобарбус
Африканският сляп цекобарбус (Caecobarbus geertsii) е вид лъчеперка от семейство Шаранови (Cyprinidae), единствен представител на род Caecobarbus. Видът е уязвим и сериозно застрашен от изчезване.

## Разпространение и местообитание
Разпространен е в Демократична република Конго.
Обитава сладководни басейни, морета и реки.

## Описание
На дължина достигат до 12 cm.